# Dysdera inopinata
Dysdera inopinata är en spindelart som beskrevs av Peter Mikhailovitch Dunin 1991. Dysdera inopinata ingår i släktet Dysdera och familjen ringögonspindlar. Inga underarter finns listade i Catalogue of Life.